# Lipogramma trilineata
Lipogramma trilineata är en fiskart som beskrevs av Randall, 1963. Lipogramma trilineata ingår i släktet Lipogramma och familjen Grammatidae. Inga underarter finns listade i Catalogue of Life.